# Длинная (коса, море Лаптевых, южная)
Длинная — коса в прибрежных водах моря Лаптевых, ограничивает лагуну Проходную. Административно находится в Красноярском крае России.
Длинная коса находится между косами Фигурная и мысом Немцова.